# Glamour (tijdschrift)
Glamour is een maandelijks modetijdschrift van uitgeverij
Condé Nast Publications. Het werd in 1939 opgericht in de Verenigde Staten
een heette oorspronkelijk Glamour of Hollywood. Intussen wordt Glamour
in meerdere landen op verschillende continenten uitgegeven. In de meeste
landen verschijnt het maandelijks

## Landen
Verenigde Staten: In de VS richt Glamour zich tot vrouwen van 18 tot 49.
De gemiddelde leeftijd van de 2,4 miljoen lezers is 33,5 jaar.
Het tijdschrift heeft er 1,4 miljoen abonnees en bijna
één miljoen exemplaren worden verkocht in kiosken. Sinds 1980
verkiest het tijdschrift jaarlijks een 'Glamour vrouw van het jaar'.
In de VS wordt Glamour op een relatief groot formaat uitgegeven.
 Verenigd Koninkrijk: In het VK werd Glamour in april 2000 gelanceerd als een
klein boekje dat in een handtas paste. De bijhorende slogan was
dan ook: 'past in je leven net als in je handtas.' Ook de Britse versie
verkiest jaarlijks een Glamour vrouw van het jaar.
 Zuid-Afrika: De Zuid-Afrikaanse Glamour werd gelanceerd in april 2004
en verschijnt maandelijks.
 Duitsland: In Duitsland ligt Glamour sinds maart 2005 in de rekken.
Het tijdschrift verschijnt hier tweewekelijks. Elk seizoen verschijnt hier
en in Griekenland het zusterblad Lucky.

## Andere landen
- Frankrijk
- Griekenland
- Hongarije
- Italië
- Nederland
- Polen
- Roemenië
- Rusland
- Spanje

Ten slotte is er ook een Spaanstalige versie voor Latijns-Amerika.